# Фиткевич, Пётр Николаевич
Пётр Николаевич Фиткевич (бел. Пётр Мікалаевіч Фіткевіч; 1927—2013) — председатель колхоза, Герой Социалистического Труда (1976).

## Биография
Пётр Фиткевич родился 9 мая 1927 года в деревне Мокрянские Хутора (ныне — Быховский район Могилёвской области Белоруссии). После окончания семи классов школы работал в колхозе, на стройках. В октябре 1941 года оказался в оккупации, вступил в партизанский отряд, был разведчиком. После освобождения его родных мест Фиткевич работал бригадиром полеводческой бригады в колхозе. В 1945—1951 годах проходил службу в Советской Армии.
Демобилизовавшись, вернулся в Могилёвскую область. Окончил Могилёвскую сельхозшколу по подготовки руководящих кадров для колхозов. Был рядовым колхозником, затем агрономом, заместителем председателя колхоза. С мая 1955 года возглавлял колхоз имени Георги Димитрова, затем колхоз имени Жданова.
С февраля 1968 года Фиткевич работал председателем колхоза имени Ильича. За достаточно небольшой промежуток времени это агропредприятие достигло больших показателей в работе. В год колхозниками собиралось от 43 до 47 центнеров зерновых, благодаря развитому животноводству ежегодно получалось около 1200 тонн мяса, а также около 4000 литров молока от каждой коровы. Колхоз Фиткевича неоднократно становился победителем социалистических соревнований республиканского и союзного уровня.
Указом Президиума Верховного Совета СССР от 27 декабря 1976 года за «выдающиеся успехи, достигнутые во Всесоюзном социалистическом соревновании, проявленную трудовую доблесть в выполнении планов и социалистических обязательств по увеличению производства и продажи государству зерна, картофеля и других сельскохозяйственных продуктов в 1976 году» Пётр Фиткевич был удостоен высокого звания Героя Социалистического Труда с вручением ордена Ленина и медали «Серп и Молот».
С июля 1977 года Фиткевич руководил межхозяйственным объединением «Днепр», созданным на базе его колхоза. Активно занимался общественной деятельностью, избирался депутатом Верховного Совета Белорусской ССР 10-го созыва, областного и районного советов, Всебелорусского народного собрания.
В 2001 году переехал в город Фаниполь, руководил местным комитетом ветеранов.
Скончался 8 октября 2013 года, похоронен в Фаниполе.

## Награды и звания
Награждён двумя орденами Ленина, орденами Отечественной войны II степени и «Знак Почёта», рядом медалей и почётных грамот.
Звание «Почётный гражданин Быховского района» (присвоено 28 июня 1999 года).